# کاج کوهپایه
کاج کوهپایه (نام علمی: Pinus sabiniana)، کاج کوهپایه کالیفرنیا، یا کاج حفار، نام یک گونه از سرده کاج است.